# Josef Kajetán Tyl
Josef Kajetàn Tyl (Kutná Hora, 4 febbraio 1808 – Plzeň, 11 luglio 1856) è stato un drammaturgo e attore teatrale ceco.

## Biografia
Influenzato già ai tempi del liceo dall'opera del drammaturgo Václav Kliment Klicpera il primo anno di università fondò una compagnia itinerante. 
Dal 1846 al 1851 fu drammaturgo dello Stavovské divadlo, poi, formata una propria compagnia, girò i teatri della provincia, esibendosi anche come attore, con scarsa fortuna.
Parte della sua opera teatrale è ispirata dall'ambizione di creare un repertorio nazionale, fondato sul ricco patrimonio storico boemo, ispirato da Václav Hájek z Libočan, cantato con precisi riferimenti alla situazione politica a lui contemporanea; in altre saporite commedie e farse, si afferma invece il suo gusto per l'abbozzo di realistici quadretti, in cui il popolo boemo è ritratto con cordiale simpatia.
La sua fama è legata soprattutto alle incantevoli fiabe drammatiche, divenute in seguito uno dei più popolari generi del teatro cecoslovacco.

## Opere
Tyl è stato autore di numerosi romanzi e novelle, ma è rinomato soprattutto per i suoi circa 20 drammi e lavori teatrali che possono essere suddivisi in vari gruppi:

### Drammi che descrivono la vita della società ceca contemporanea di Tyl
- Palicova dcera - La figlia del piromane
- Pražský flamendr - Il playboy di Praga
- Bankrotár - Bancarotta
- Chudý kejklír - Il giocoliere povero

### Drammi che ritraggono eventi famosi della storia ceca (in modo particolare del movimento hussita)
- Jan Hus - Jan Hus
- Žižka z Trocnova - Žižka di Trocnov
- Krvavý soud aneb kutnohorští havíri - Un verdetto insanguinato: i minatori di Kutná Hora

### Drammi che rappresentano storie fantastiche (fate, streghe)
- Strakonický dudák - Il suonatore di zampogna di Strakonice, uno dei suoi più famosi lavori, del 1847
- Lesní panna aneb cesta do Ameriky - La foresta giovane: un viaggio in America
- Tvrdohlavá žena - La donna caparbia, del 1849
- Jiríkovo videní - La visione di Giorgio
- Cert na zemi - Il diavolo in terra, del 1850

### Altri drammi
- Paní Marjánka, matka pluku - Lady Marjánka, madrina del reggimento
- Fidlovacka aneb žádný hnev a žádná rvacka - Fidlovacka, ovvero niente rabbia e niente lotta; un brano musicale di questo dramma, intitolato Kde domov můj, è l'inno nazionale della Repubblica Ceca dal 1918.
- Slepý mládenec - Il giovane cieco